# José Manuel Estepa Llaurens
José Manuel Estepa Llaurens (ur. 1 stycznia 1926 w Andújar, zm. 21 lipca 2019 w Madrycie) – hiszpański duchowny rzymskokatolicki, kardynał.
Był sufraganem madryckim i tytularnym biskupem Tisili od 1972 do 1983, ordynariuszem polowym Hiszpanii od 1983 do 2003, tytularnym arcybiskupem Velebusdus (1983–1989) i Italica (1989–1998). W listopadzie 2010 roku będącego już na emeryturze biskupa, papież Benedykt XVI wyniósł do godności kardynalskiej z tytułem prezbitera San Gabriele Arcangelo all’Acqua Traversa.